# 1931 en photographie
| Années de la photographie : 1928 - 1929 - 1930 - 1931 - 1932 - 1933 - 1934    |
| Décennies de la photographie : 1900 - 1910 - 1920 - 1930 - 1940 - 1950 - 1960 |

Cet article présente les faits marquants de l'année 1931 en photographie.

## Événements
- 6 mai - 15 novembre : le Musée de la Parole passe commande au photographe Paul Pivot d'un reportage sur les interprètes et les musiciens présents lors de l'Exposition coloniale internationale à Paris ; il réalise 157 clichés de comédiens, musiciens, chanteurs et danseurs des colonies françaises d'Afrique, d'Asie et d'Océanie, ainsi que des soldats africains, dans l’enceinte  de l'exposition et au camp militaire de Saint-Maur[1].
- Barbara Ker-Seymer ouvre un studio de photographie à Londres[2].
- Création de la firme ukrainienne Svema (en), qui fabrique des films et des papiers photographiques.
- Création à Paris de l'agence de presse Mondial Photo-Presse[3].

## Photographies notables

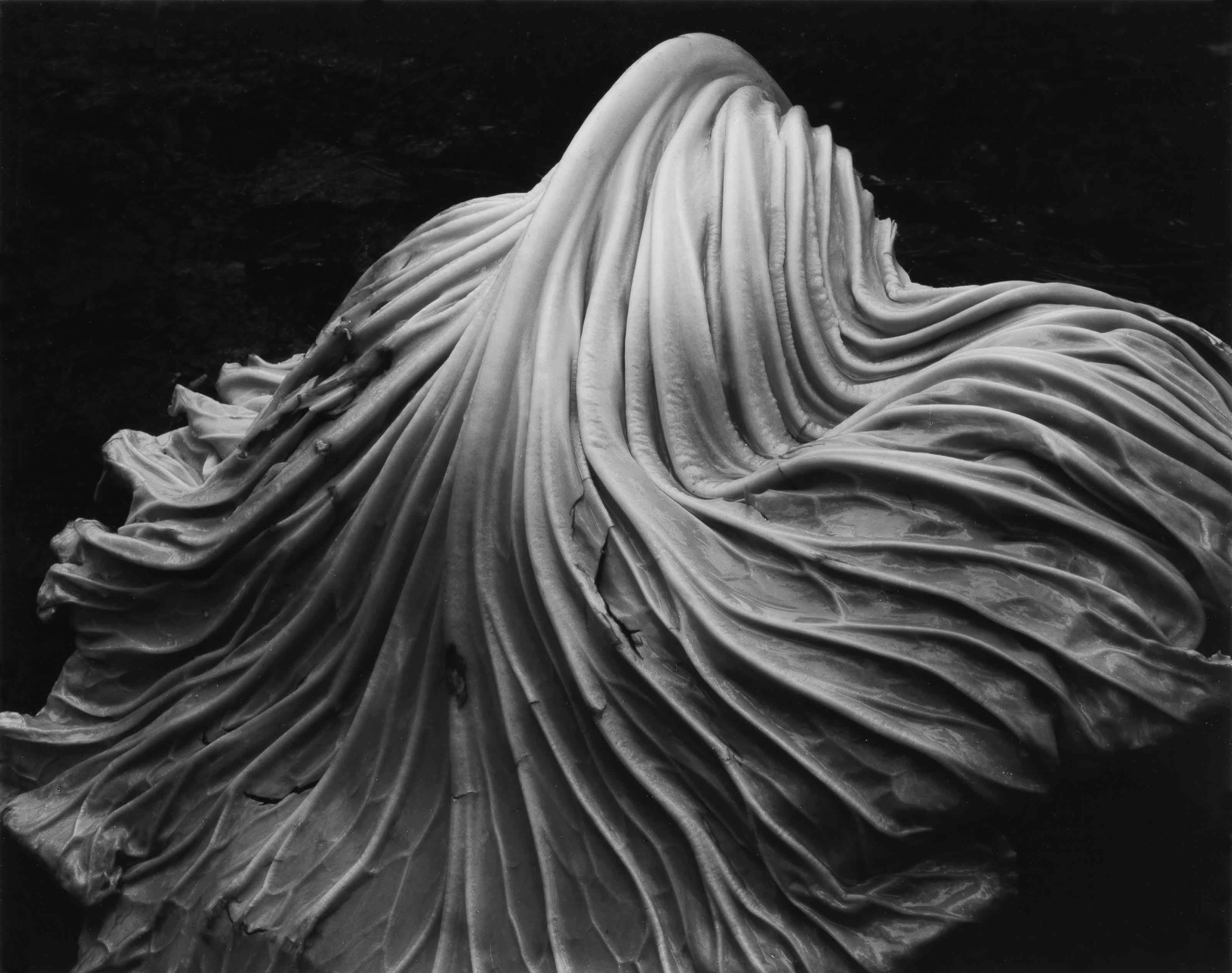
Edward Weston, Cabbage Leaf.

- Edward Weston, Cabbage Leaf (en) (Feuille de chou), caractéristique de l'intérêt que porte le photographe à cette époque aux textures physiques des légumes, des coquillages et d'autres objets[4].
- Le photographe professionnel italien Giuseppe Enrie prend les seconds clichés officiels du suaire de Turin après ceux pris en 1898 par Secondo Pia[5].

## Livres de photographies
- Maximilien Vox propose au photographe français François Kollar, au nom des éditions Horizons de France, la réalisation d'une grande enquête photographique sur le monde du travail. Le résultat en est La France travaille, après quatre années de prises de vue au cours d'un véritable tour de France : 15 fascicules sont publiés de 1932 à 1934 sous ce titre par les Horizons de France[6].
- Laure Albin Guillot, Micrographie décorative, Paris, Draeger frères : 20 macrophotographies fondées sur la découpe de végétaux et de minéraux[7].
- Claude Farrère et Germaine Krull, La route Paris-Biarritz, Paris, éditions Jacques Haumont, 92 p.[8].
- Paul Morand, Germaine Krull, André Kertész, Éli Lotar, Emmanuel Sougez, Route de Paris à la Méditerranée, Paris, Firmin-Didot, coll. « Images du monde », 4, 24-96 p.
- août : Georges Simenon, La Folle d'Itteville, une nouvelle policière, illustrée de cent quatre photographies noir et blanc de Germaine Krull, publiée à Paris par Jacques Haumont dans la collection Phototexte.
- Man Ray, Électricité : dix rayogrammes, texte de Pierre Bost, Paris, Compagnie parisienne de distribution d'électricité : album à vocation publicitaire, commandé par la Compagnie Parisienne d'Électricité, qui a pour objectif la promotion de l'électricité à usage domestique, en tant que symbole de la modernité[9].
- Moï Ver[10] :
  - (de) (en) (he) Ein Ghetto im Osten, Wilna, Zurich, Orell Fussli, 64 p. de photographies, préface de Zalman Chnéour.
  - Paris, préface de Fernand Léger, Paris, éditions Jeanne Walter, 80 photographies, 1 000 exemplaires numérotés.

## Études, essais, articles
- Walter Benjamin, « Kleine Geschichte der Photographie » (Petite histoire de la photographie) dans la revue Die Literarische Welt, 18-25 septembre et 2 octobre[11],[12].
- Pierre Mac Orlan, Germaine Krull, Paris, Gallimard, coll. « Photographes nouveaux », 63 p.
- (de) Heinrich Schwarz, David Octavius Hill, der Meister der Photographie, Leipzig, Insel-Verlag, 63 p. (avec 80 planches).

## Festivals et congrès photographiques
- 3 - 8 août : 8e Congrès international de photographie, Dresde[13],[14].

## Naissances
- 10 janvier : Will McBride, photographe américain, mort le 29 janvier 2015.
- 22 janvier : Mario Casilli, photographe américain, mort le 25 avril 2002.
- 17 avril : 
  - Harold Feinstein, photographe américain, mort le 20 juin 2015.
  - Malcolm Browne, journaliste et photographe américain, lauréat en 1963 du World Press Photo of the Year, mort le 27 août 2012.
- 2 mai : Alberto Rizzo, photographe italo-américain, mort le 9 octobre 2004.
- 4 mai : Demeter Balla, photographe hongrois, mort le 5 novembre 2017.
- 30 mai : Eddy Posthuma de Boer, photographe néerlandais, mort le 25 juillet 2021.
- 12 juin : Claudia Andujar, photographe et photojournaliste brésilienne d'origine suisse.
- 17 juin : John Baldessari, artiste conceptuel et photographe américain, mort le 2 janvier 2020.
- 27 juin : Jean-Pierre Leloir, photographe français, mort le 20 décembre 2010.
- 11 juillet : Herman de Vries, artiste, photographe et performeur néerlandais.
- 21 juillet : Jacques Pavlovsky, photojournaliste français, mort le 15 octobre 2023.
- 28 juillet : Jean-Maurice Rouquette, historien , conservateur de musées et fondateur des Rencontres de la photographie d'Arles, mort le 22 janvier 2019
- 10 août : Pepi Merisio, photographe italien, mort le 3 février 2021.
- 17 août : Jean-Dominique Lajoux, ethnologue et photographe français, lauréat en 1961 du Prix Niépce.
- 20 août : Bernd Becher, photographe allemand, spécialisé avec sa femme Hilla Becher dans la photographie d'installations industrielles, mort le 22 juin 2007.
- 5 septembre : Sergio Larrain, photographe et photojournaliste chilien, mort le 7 février 2012.
- 26 septembre : 
  - Seiryū Inoue, photographe japonais, mort le 18 août 1988.
  - Zuzana Mináčová, photographe slovaque.
- 3 novembre : Ikkō Narahara, photographe japonais, mort le 19 janvier 2020.
- 9 novembre : Alain Desvergnes, photographe français, directeur des Rencontres de la photographie d'Arles, fondateur et premier directeur de l'École nationale supérieure de la photographie, mort le 12 juillet 2020.
- 16 décembre : Galina Kmit, photographe russe, mort le 20 avril 2019.
- 24 décembre : Jean-Claude Lemagny, conservateur de la photographie contemporaine au Département des estampes et de la photographie de la Bibliothèque nationale de France  et historien de la photographie français, mort le 17 janvier 2023.

## Décès
- 16 février : Wilhelm von Gloeden, photographe allemand, connu pour ses nus masculins, né le 16 septembre 1856.
- 18 février : Peter Elfelt, directeur de la photographie, réalisateur, photographe et producteur de cinéma danois, né le 1er janvier 1866.
- 19 mars : Charles Géniaux, écrivain, peintre et photographe français, né le 12 novembre 1870.
- 1er avril : Paolo Ciulla, faussaire, photographe et graveur italien, né le 19 mars 1867.
- 6 août : Henri Rebmann, photographe portraitiste suisse, actif dans le canton de Neuchâtel, né le 29 août 1848.
- 11 septembre : Henry B. Goodwin, photographe suédois pictorialiste, né le 20 février 1878.
- 31 octobre : Jules Gervais-Courtellemont, photographe français, né le 1er juillet 1863.
- 9 novembre : Albert Lévy, photographe français actif en France et aux États-Unis, spécialisé en photographie d'architecture, né le 15 mai 1847.
- 23 décembre : Wilson Bentley, photographe américain connus pour ses microphotographies de flocons de neige et des cristaux de glace qui les composent, né le 9 février 1865.

- Date précise inconnue ou non renseignée :
  - Édouard Hannon, ingénieur et photographe amateur belge, né en 1853.

## Célébrations
Centenaire de naissance
- Ernest-Charles Appert
- Isabella Bird
- Félix Bonfils
- James Chapman
- Théophile-Narcisse Chauvel
- Léon Crémière
- Robert Howlett
- Horie Kuwajirō
- Henri Le Lieure
- Genzō Maeda
- Anaïs Napoleón
- Arnold Overbeck
- Pierre Petit
- Achille Quinet
- Henri Sauvaire
- Angelina Trouillet
- Louis Vignes